# Paul Kruger
Stephanus Johannes Paulus (Paul) Kruger (Bulhoek (Britse Kaapkolonie), 10 oktober 1825 – Clarens (Zwitserland), 14 juli 1904), ook bekend als Oom Paul, was de vijfde president van de Zuid-Afrikaansche Republiek (Transvaal) en de meest prominente Boer tijdens en tussen de Boerenoorlogen.
Na zijn succesvolle optreden bij de Eerste Boerenoorlog werd Kruger op 30 december 1880 president van Transvaal, als lid van het Driemanschap. Hij werd daarna nog vier keer herkozen, voor het laatst in 1898. Onder zijn leiderschap transformeerde het failliete Transvaal van zijn voorganger Thomas François Burgers tot een rijke en militair sterke Boerenstaat maar liepen de spanningen met het Britse Rijk hoog op. Na zware verliezen te hebben geleden in de Tweede Boerenoorlog vertrok hij naar Europa, waarna hij niet meer naar zijn land zou terugkeren tot zijn herbegrafenis in 1904.

## Jeugd
Kruger werd geboren in Bulhoek in de Britse Kaapkolonie als derde kind van het boerenechtpaar Caspar Jan Hendrik Kruger en Elisa Steyn. Hij was voornamelijk van Pruisische afkomst met Nederlandse en hugenootse wortels. Zijn stamvader in Zuid-Afrika was Jacobus Krüger uit Berlijn, die in 1713 voor de VOC naar de Kaapkolonie emigreerde.
Kruger ontving weinig formeel onderwijs naast zijn streng gereformeerde opvoeding; het enige boek dat hij ooit las, was de Bijbel. Op 9-jarige leeftijd vertrok hij met zijn ouders naar het noorden tijdens de Grote Trek als onderdeel van de Voortrekkers van Andries Hendrik Potgieter. In 1836 onderging hij op 11-jarige leeftijd zijn vuurdoop bij de Slag van Vegkop, waar de Matabele van Mzilikazi door Potgieters laager werden verslagen. De jonge Kruger profileerde zich als een talentvolle jager; hij schoot zijn eerste leeuw op 14-jarige leeftijd. In 1842 werd hij benoemd tot plaatsvervangend veldkornet bij de commando's.
Datzelfde jaar trouwde hij in Potchefstroom met de 16-jarige Maria Etresia du Plessis (1826-1846) en vestigde hij zich met zijn vrouw op de boerderij Waterkloof nabij Rustenburg, dat hij onderhield met de hulp van zwarte knechten. In 1845 vergezelde hij zijn vader naar Ohrigstad in het oosten, waar hij vele jachtavonturen beleefde. Zo ontplofte oog in oog met een neushoorn zijn geweer in zijn hand waarop hij eigenhandig een deel van zijn linkerduim amputeerde.
Terug in Rustenburg werd Kruger vader van een zoon, maar zijn jonge vrouw en kind overleden in januari 1846 aan malaria. Een jaar later hertrouwde hij met haar nicht Gezina du Plessis (Tante Sannie, 1831-1901), met wie hij in totaal zestien kinderen kreeg (negen zonen en zeven dochters), waarvan slechts een deel volwassen werd.

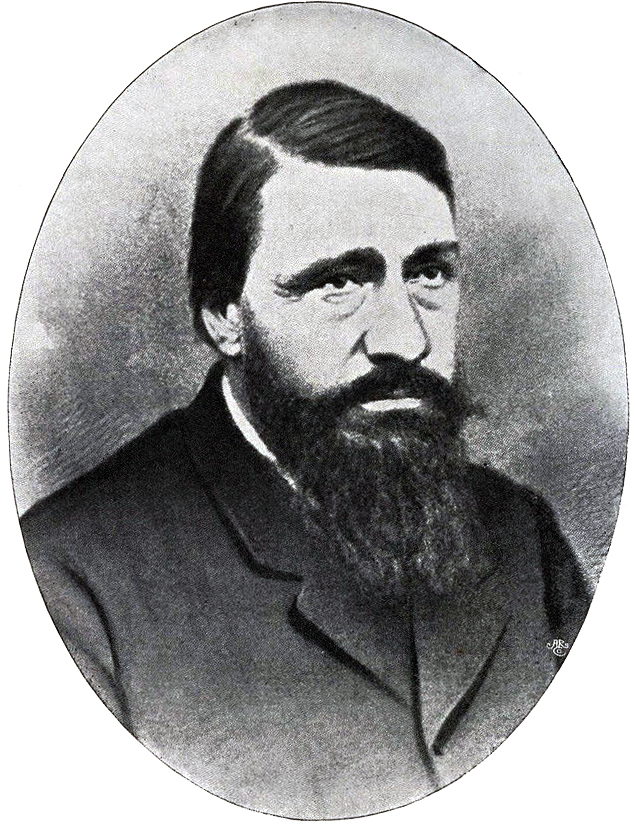
Kruger rond 1852

## Militaire en politieke carrière

### Van veldkornet tot opperbevelhebber
In 1852 werd Kruger volwaardig veldkornet en was hij aanwezig bij de Conventie van Zandrivier dat de Transvaalse onafhankelijkheid erkende. In 1855 hielp hij met het opstellen van diens grondwet. Als veldkornet bouwde hij een reputatie op tijdens strafexpedities tegen inheemse stammen; in 1852 werd tijdens een expeditie tegen Sechele het arsenaal van David Livingstone geplunderd en in 1854 verrichtte hij een heldendaad tijdens het beleg van Makapansgrot door het lichaam van de doodgeschoten generaal Piet Potgieter veilig te stellen. Vanaf 1857 diende hij als adviseur voor president Marthinus Wessel Pretorius en als onderhandelaar toen er bijna oorlog uitbrak met de Oranje Vrijstaat, de zusterrepubliek waarvoor hij een jaar later tijdens de Eerste Basotho-oorlog in dienst trad als onderhandelaar met de Basothokoning Moshoeshoe I.
In 1862 leidde hij met succes de Transvaalse Burgeroorlog tegen de rebelse generaal Stephanus Schoeman, waarbij hij werd aangesteld tot commandant-generaal van Transvaal. Uiteindelijk schopte hij het tot vicepresident onder president Thomas François Burgers, hoewel hij niets wilde weten van Burgers' godsdienstige liberalisme. Burgers' regering bracht het land echter diep in de schulden en nadat zijn militaire strafexpeditie tegen de Marotakoning Sekhukhune hopeloos verloren ging, zagen de Britten een kans om in te grijpen.

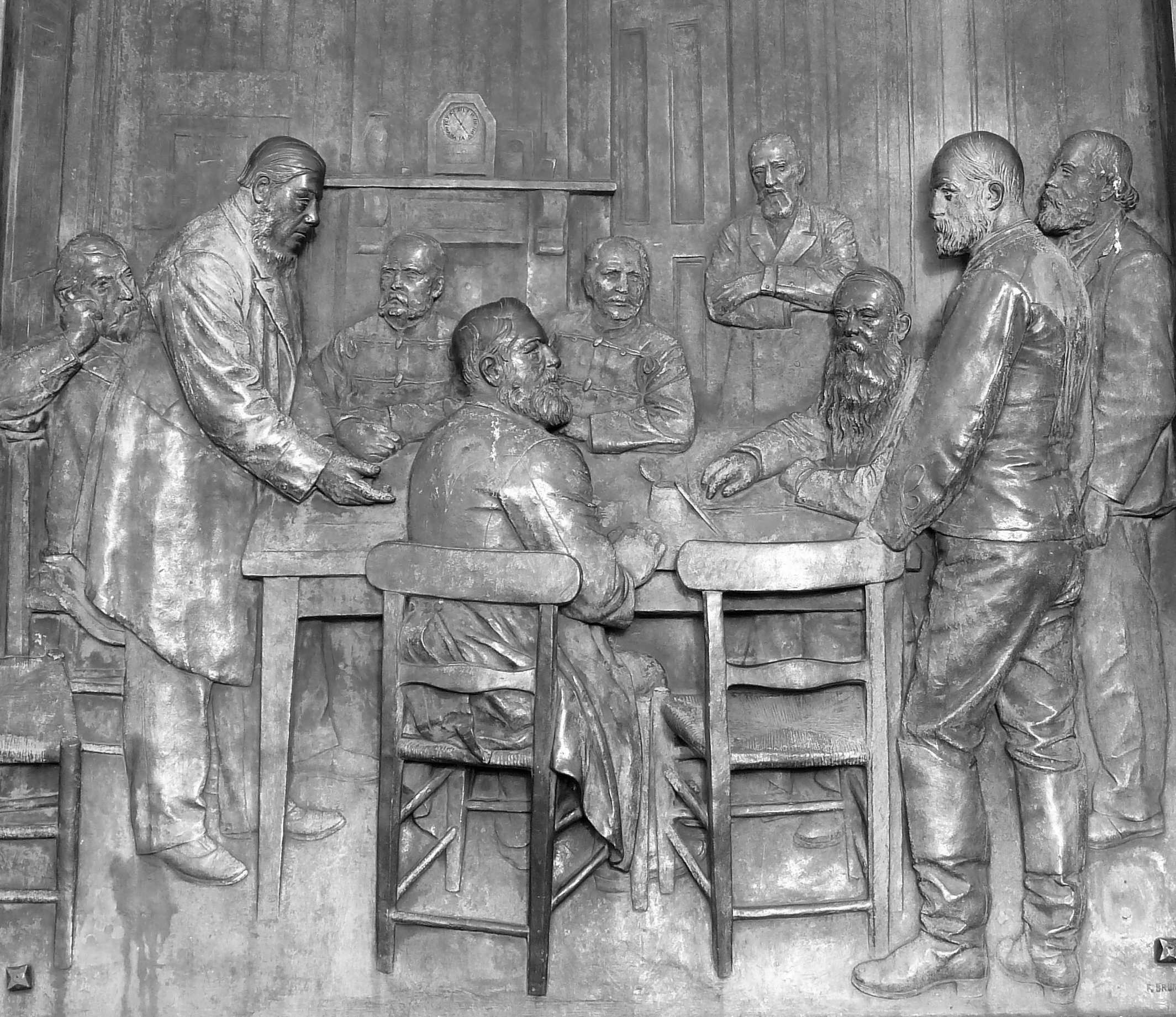
Paul Kruger (links) in onderhandeling voor het vredesverdrag in maart 1881, reliëf op het standbeeld van Paul Kruger, Pretoria

### Eerste Boerenoorlog
In 1877 werd Transvaal geannexeerd door het Verenigd Koninkrijk. In tegenstelling tot president Burgers kwam Kruger wel in opstand tegen de annexatie en ging hij in 1877 en 1878 naar Engeland waar hij de regering van Benjamin Disraeli niet wist te overtuigen de annexatie ongedaan te maken. In 1880 probeerde hij de steun te krijgen van de nieuwe liberale premier William Ewart Gladstone, maar ook dit mislukte.
Terug in Transvaal werd op 10 december 1880 te Paardekraal een massademonstratie gehouden en op 16 december werd te Heidelberg de Zuid-Afrikaansche Republiek opnieuw uitgeroepen. De daaropvolgende opstand resulteerde in de succesvolle Eerste Boerenoorlog. Na de beslissende overwinning bij Majuba in 1881 tekende hij de Conventie van Pretoria, dat hem als onderdeel van het Driemanschap (samen met Marthinus Wessel Pretorius en Piet Joubert) tot president van Transvaal benoemde. Kruger was nu al zo populair bij de Boeren dat zijn verjaardag op 10 oktober als de nationale feestdag Krugerdag werd ingesteld.

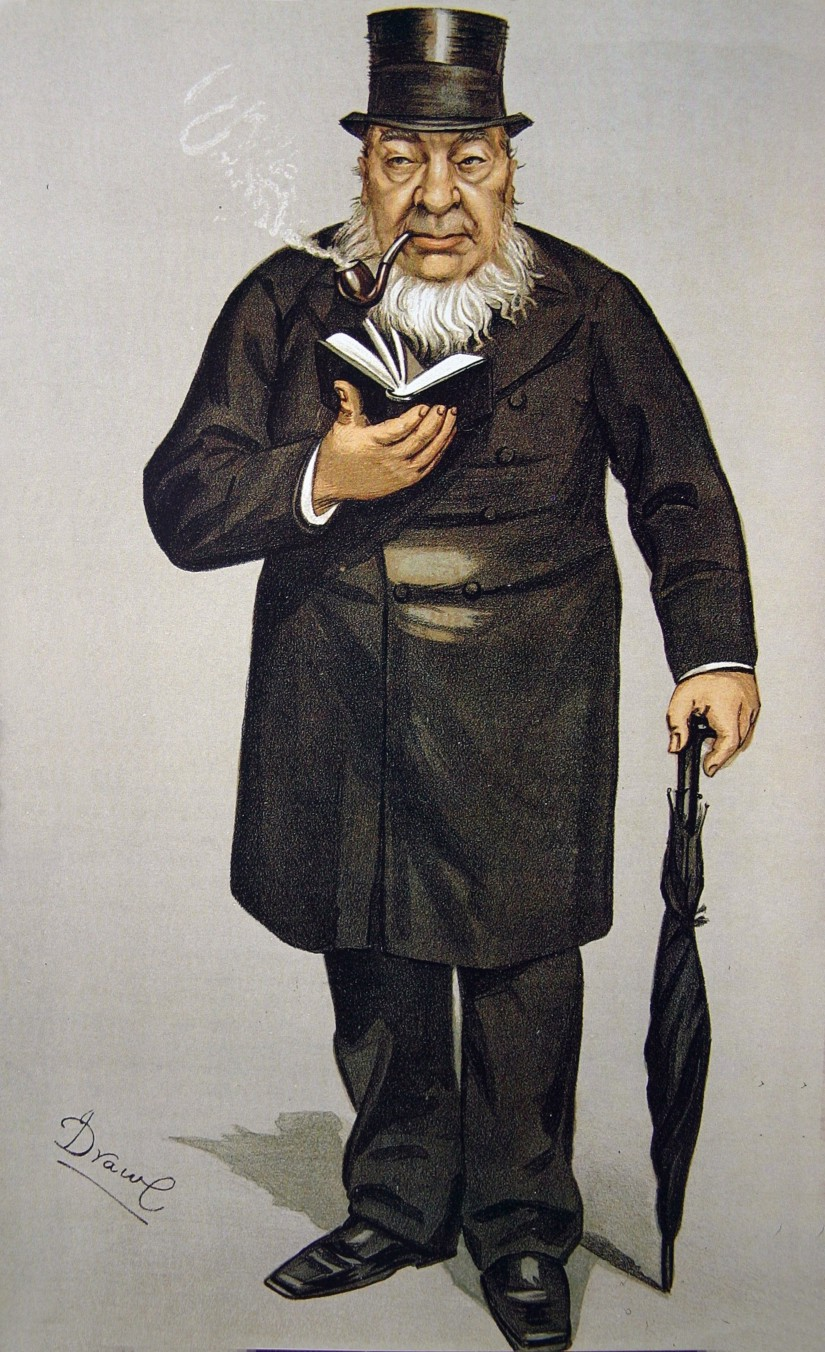
Karikatuur van Kruger in het Britse blad Vanity Fair uit 1899

## President
In 1883 versloeg hij Joubert in de presidentsverkiezingen en werd hij zelfstandig president van Transvaal. In 1884 tekende hij de Conventie van Londen, wat zijn problemen met de Conventie van Pretoria grotendeels rechtzette. Ondertussen was zijn populariteit in de rest van Europa gestegen; zijn bezoeken aan Nederland, België, Frankrijk, Spanje, en met name Duitsland waren een succes. In de laatstgenoemde staat woonde hij een keizerlijk banket met Wilhelm I bij en sprak hij langdurig met rijkskanselier Otto von Bismarck.
Kruger werd nog drie keer herkozen als president in 1888, 1893 en 1898, elke keer een overwinning op zijn rivaal Joubert.

### Aanloop naar de Tweede Boerenoorlog
De ontdekking van goud bij Witwatersrand in 1886 leidde tot de toestroom van uitlanders in Transvaal, een voornamelijk Engelstalige gemeenschap die zich in de explosief groeiende stad Johannesburg vestigde, enkele tientallen kilometers ten zuiden van de hoofdstad Pretoria. Kruger zag dit als een bedreiging voor de nationale identiteit van de Boeren en benadeelde de uitlanders ten opzichte van zijn Afrikaner landgenoten.
De machtige Cecil Rhodes zag hierin een kans om Zuid-Afrika tot één Britse staat te unificeren en organiseerde in 1895 een mislukte staatsgreep, de Jameson Raid. De raid veroorzaakte grote verontwaardiging in continentaal Europa en keizer Wilhelm II feliciteerde Kruger met de overwinning via het beruchte Krugertelegram, wat in Europa leidde tot een diplomatieke rel.

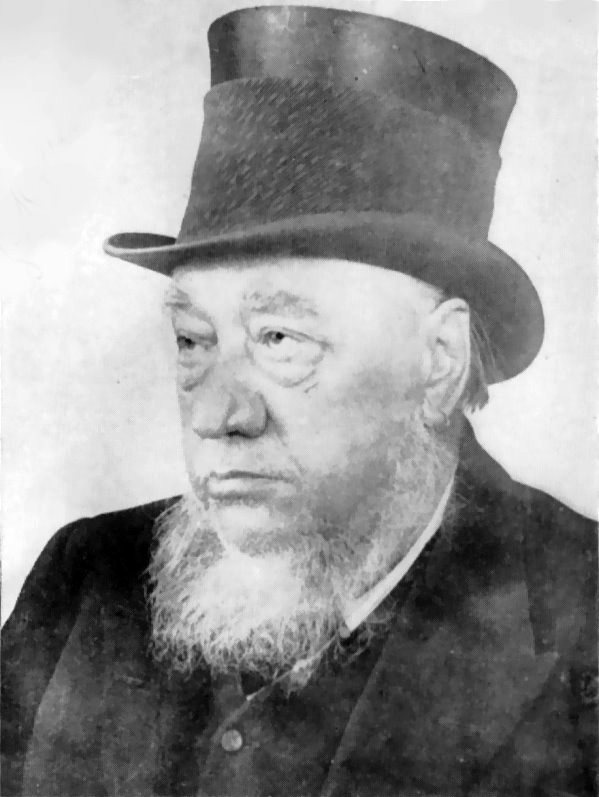
Kruger in 1900

In 1899 onderhandelde Kruger bij de Conferentie van Bloemfontein met gouverneur Alfred Milner op het station van Bloemfontein over het stemrecht van deze uitlanders, maar dit mislukte (met opzet van Milner). Al deze oorzaken zouden uiteindelijk leiden tot de Tweede Boerenoorlog.
Beide landen bereidden zich voor op de onvermijdelijke confrontatie. Op 9 oktober 1899 stelde Kruger een ultimatum op waarin hij eiste dat de Britten hun leger bij de grens van Transvaal zouden terugtrekken, maar dit had geen resultaat. Twee dagen later, op 11 oktober verklaarde Kruger het Verenigd Koninkrijk de oorlog.

## Laatste jaren in Europa
Ondanks een succesvol begin van de oorlog leken de Boeren uiteindelijk aan de verliezende hand te zijn. Op voorstel van de Vrijstaatse president Marthinus Theunis Steyn vertrok Kruger tevergeefs naar Europa om met zijn prestige andere mogendheden over te halen tot interventie. Kruger verliet in oktober 1900 Lourenço Marques met het Nederlandse pantserdekschip Gelderland (onder commando van viceadmiraal Jacques baron Sweerts de Landas Wyborgh), gestuurd door de Nederlandse regering met toestemming van het Verenigd Koninkrijk. Vicepresident Schalk Willem Burger werd waarnemend en daarmee de laatste president van Transvaal terwijl de zogenaamde bittereinders de oorlog voortzetten zonder Kruger.
Krugers vrouw Gezina was op dat moment erg ziek en kon niet met hem mee gaan. Ze stierf op 20 juli 1901. 
Kruger kwam op 22 november 1900 aan in Marseille, waar hij door een enthousiaste menigte ontvangen werd. Hij arriveerde op 6 december 1900 in Den Haag, waar hij de gast was van Wilhelmina der Nederlanden. Zij stuurde een aanbevelingsbrief voor hem naar de Duitse keizer Wilhelm II, maar die weigerde hem te ontvangen. De Boerenleider kreeg tijdens zijn verblijf in Nederland longontsteking en vestigde zich op medisch advies op de hooggelegen Trompenberg in Hilversum. Tot december 1901 huurde hij daar kamers in de villa Casa Cara aan de Jacobus Pennweg 14. In Nederland bezocht hij ook andere steden, waar hij toespraken hield. Via Utrecht, waar hij op de sociëteit Oranjelust op de Maliebaan woonde, ging hij in 1902 voor een jaar naar Menton, maar in mei 1903 kwam hij terug naar Hilversum. Hij bewoonde de villa Djenna aan de Hoge Naarderweg 46, die later Krugerhuis zou worden genoemd. Van oktober 1903 tot maart 1904 was hij weer in Menton, en in mei 1904 verliet hij Hilversum voor een kuur in Clarens in Zwitserland, waar hij op 14 juli 1904 overleed.

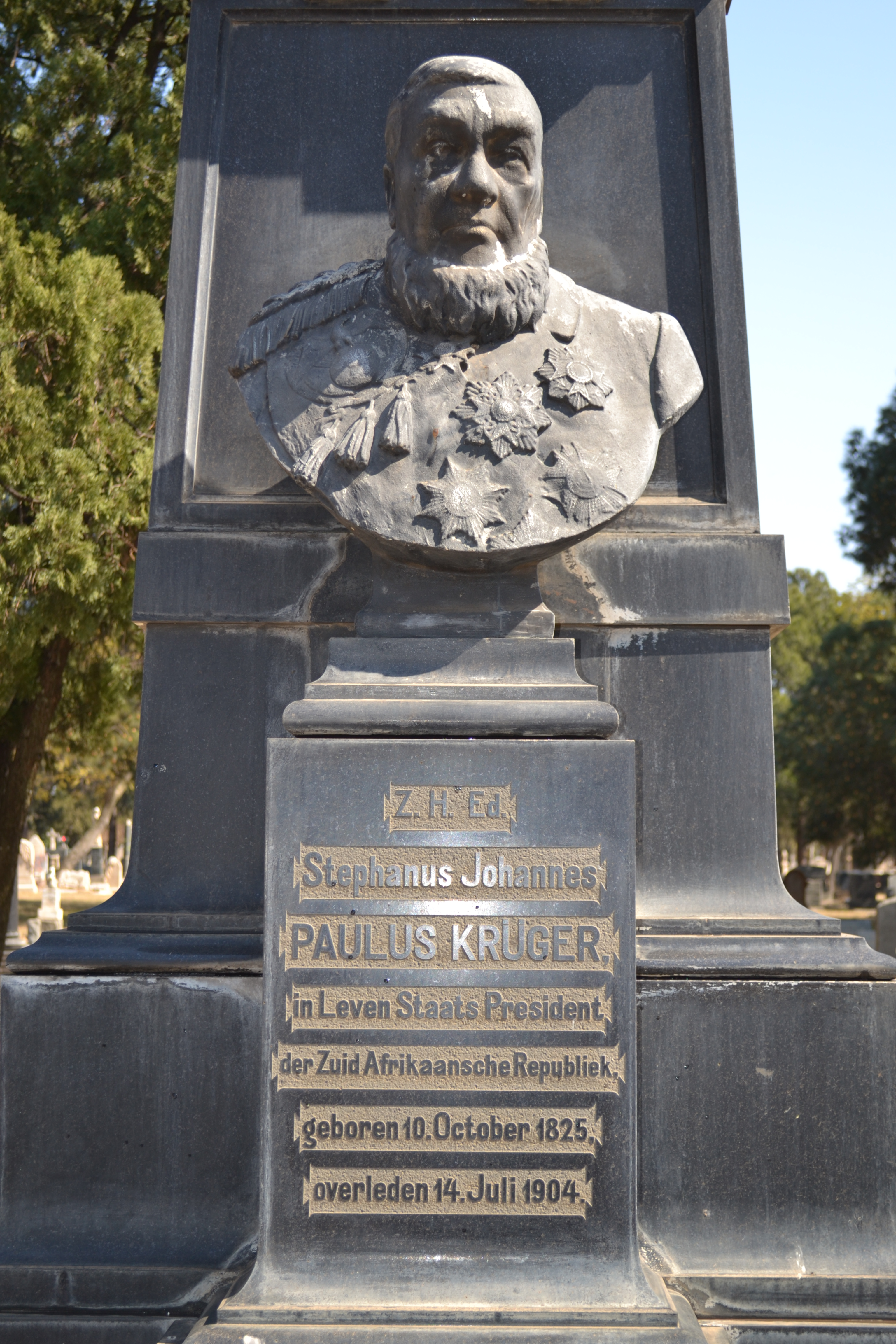
Grafmonument van Paul Kruger in de Heldenakker

Hij werd eerst begraven in Den Haag op 26 juli 1904, maar later met toestemming van het Verenigd Koninkrijk overgebracht naar Zuid-Afrika waar hij op 16 december 1904 werd herbegraven in de Heldenakker in Pretoria.

## Persoonlijk

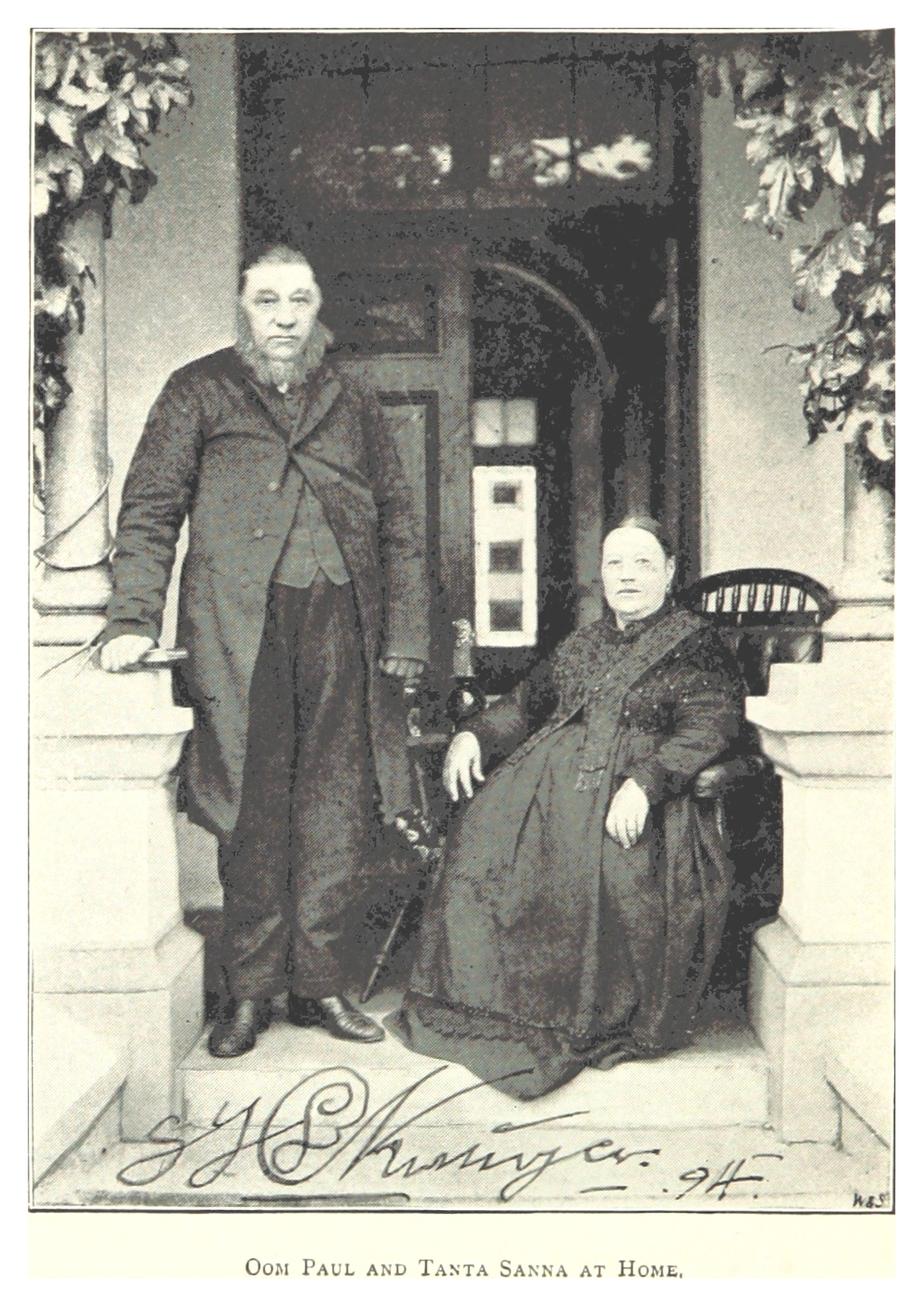
Oom Paul en Tante Sannie voor het Krugerhuis

Kruger had een imponerend postuur, donkere ogen, zware basstem en was meestal gekleed in een donker pak met hoge hoed. Hij was een onverzettelijke traditionalist die niets moest hebben van het moderne (stads)leven en zich het liefst in de wildernis van Afrika bevond. Zelfs in chic gezelschap gedroeg hij zich morsig en had hij weinig aandacht voor zijn uiterlijk.
Kruger was een kettingroker die nooit ver weg was van zijn pijp. Daarnaast was hij een geheelonthouder die een groot liefhebber was van koffie: naast zijn jaarlijkse salaris van £8.000 kreeg hij £300 extra "koffiegeld". Als natuurbeschermer verbood hij in 1898 de jacht tussen de Sabie- en Krokodilrivier, een gebied dat hij op 26 maart van dat jaar proclameerde als de Sabiewildtuin. Met de Boerenoorlog raakte dit project bijna in de vergetelheid, maar werd in 1926 nieuw leven ingeblazen en staat nu bekend als het Nationaal park Kruger.
Kruger was fundamenteel religieus en een trouw lid van de Gereformeerde Kerk, de kleinste van de drie protestantse kerken in Transvaal (naast de Nederduits Hervormde Kerk en de Nederlands Gereformeerde Kerk). Zijn voornaamste levensinspiratie was het Oude Testament. Hij was zo trouw aan de Bijbel dat hij wereldreiziger Joshua Slocum niet geloofde toen hij beweerde dat hij de Aarde had rondgevaren; de Aarde was volgens Kruger immers plat.
Krugers bijnaam onder inheemse Afrikanen was Mamelodi’a Tshwane, wat vertaalt naar moeder der melodieën van de Apiesrivier, een verwijzing naar zijn vermogen om vogelzangen na te fluiten. Betreffende zijn inheemse onderdanen zag Kruger de republiek als een kans om de stammen te beschaven, door ze dezelfde wetten en moraliteiten van de Boeren op te leggen. In zijn inauguratie van 1888 sprak hij de inheemse bevolking toe dat ze vrij waren om de kans op beschaving te accepteren of af te wijzen.

## Nalatenschap

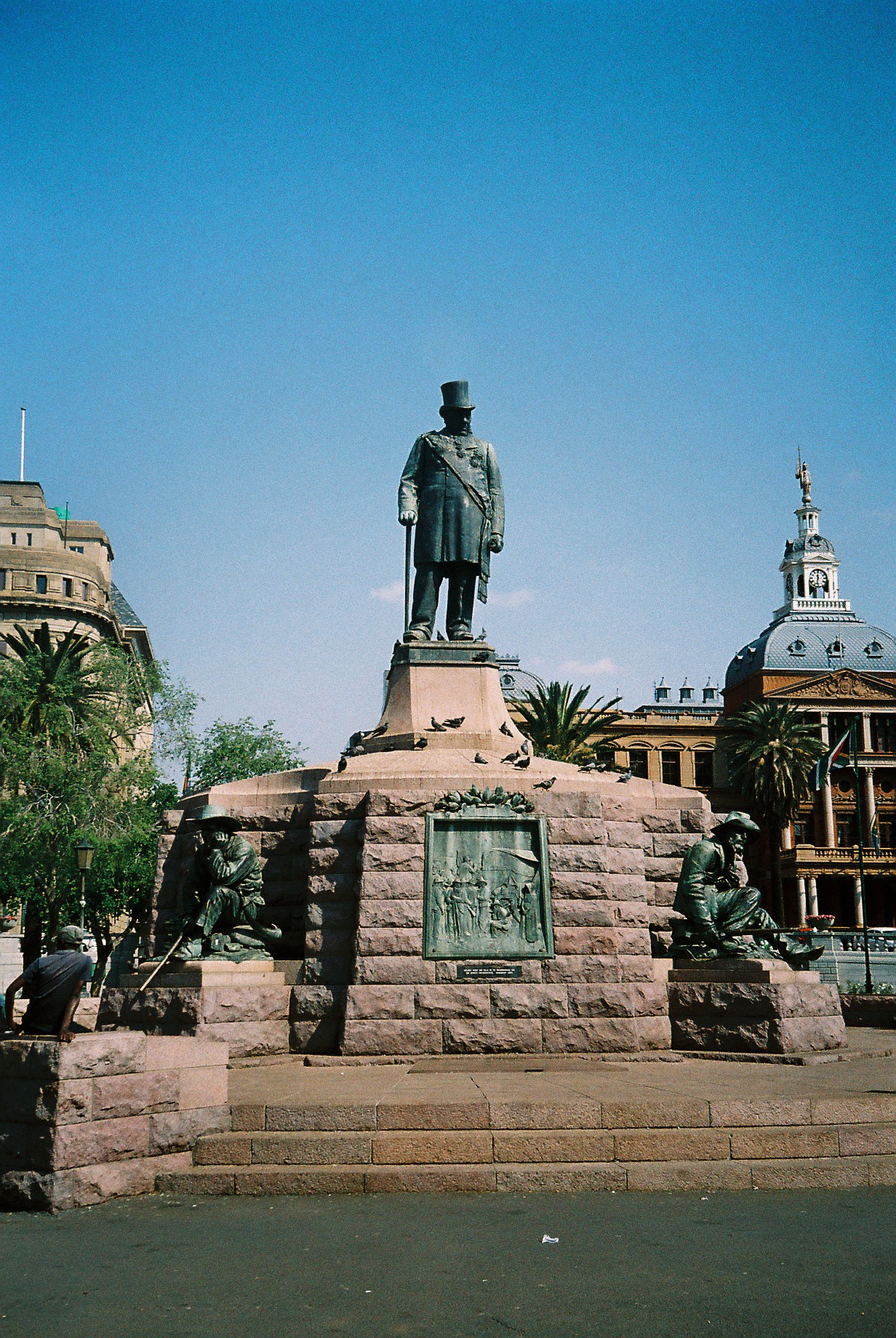
Standbeeld van Paul Kruger, Pretoria

- Van 1882 tot 1899 en van 1952 tot 1993 werd zijn verjaardag op 10 oktober gevierd als de nationale feestdag Krugerdag.
- De stad Krugersdorp werd in 1887 door Marthinus Wessel Pretorius gesticht en vernoemd naar toenmalig president Kruger. Het is tegenwoordig een van de grootste steden van Zuid-Afrika.
- Zijn voormalig woonhuis in Pretoria (het Krugerhuis) is vandaag de dag een museum.
- Een villa op de Hoge Naarderweg 46 te Hilversum, waar Kruger in 1903 kort heeft gewoond heet eveneens Krugerhuis.
- In Pretoria kijkt een standbeeld van Kruger uit over het Kerkplein. In 2015 werd het standbeeld gevandaliseerd met groene verf.
- In België en Nederland hebben de vele Transvaalbuurten vaak een straat of plein vernoemd naar Kruger, zoals Krugerstraat, Krugerplein, Paul Krugerlaan of Paul Krugerplein.
- In 1941 werd zijn biografie gebruikt voor een nazi-Duitse propagandafilm genaamd Ohm Krüger (Oom Kruger), een anti-Britse film over de koloniale verschrikkingen van het Britse rijk. Kruger wordt hierin gespeeld door Emil Jannings.
- Tijdens de Duitse bezetting van Nederland werden er rekruteringsposters voor de Waffen-SS verspreid met Krugers beeltenis en het citaat "alles sal reg kom". Dit citaat is echter zowel versimpeld als onjuist aangehaald: het werkelijke gezegde luidt "alles sal reg kom als elkeen sy plig doen" en is van Johannes Henricus Brand, president van de Oranje Vrijstaat.
- Het Nationaal park Kruger in Zuid-Afrika is naar hem vernoemd.
- Op een Zuid-Afrikaanse munt, de Krugerrand, staat zijn gezicht afgebeeld.
- De Oom Paul is een karakteristieke pijp die nog steeds geproduceerd wordt, vernoemd naar het type pijp dat Kruger rookte.
- In zijn tijdelijke woonplaats Sankt Gallen in Zwitserland was tot 2009 een straat vernoemd naar Kruger (Krügerstrasse), maar deze werd na klachten van linkse groeperingen hernoemd naar Friedrich Dürrenmatt vanwege "racistische associaties".[7]
- In 2004 werd hij 27e bij de verkiezing Great South Africans.